# General Eugenio A. Garay
General Eugenio A. Garay è un centro abitato del Paraguay, situato nel Dipartimento di Guairá, a 216 km dalla capitale del paese, Asunción. Forma  uno dei 17 distretti in cui è diviso il dipartimento.

## Popolazione
Al censimento del 2002 la località contava una popolazione urbana di 991 abitanti (6.824 nel distretto).

## Origine del nome
L'attuale nome della località (e del distretto) è un omaggio ad Eugenio Alejandrino Garay, soldato, giornalista e politico paraguaiano, uno dei protagonisti della vittoriosa Guerra del Chaco.

## Caratteristiche
Situata nei pressi del più alto rilievo orografico del paese, il Tres Kandú, Eugenio A. Garay ha come sua attività economica principale l'allevamento; nel territorio sono presenti anche industrie che si occupano della lavorazione del legno.